# Козак, Стефан Петрович
Стефан Петрович Казак (пол. Stefan Kozak; р. 11 августа 1937, Вербица, Польша) — советский, украинский и польский ученый-украиновед и литературный критик.
Долголетний заведующий кафедрой украинистики Варшавского университета, президент Научного общества им. Шевченко в Польше, председатель Ассоциации украинистов в Польше, один из организаторов Международной ассоциации украинистов, иностранный член Национальной Академии наук Украины (2000), действительный член Украинской свободной академии наук (Нью-Йорк).
Псевдонимы — Степан Вербицкий, С. Соловей. Пишет на польском и украинском языках.

## Биография
В 1957—1962 годах учился и окончил аспирантуру в киевском университете, там же защитил кандидатскую диссертацию (1967).
Вернувшись в Варшаву, работал в Институте славяноведения академии наук (1968—1981), в 1968 году получил степень доктора филологических наук. В 1970—1975 годах работал ученым секретарем журнала «Slavia Orientalis».
В 1981 году начал работу в Варшавском университете, заведовал кафедрой польско-восточнославянского компаративистики (1981—1989), с 1990 года — кафедрой украинской филологии, переименованной в 2005 году в кафедру украинистики.
В 1989 году за книгу о Кирилло-Мефодиевское братство получил титул чрезвычайного профессора.
В 1993 году получил самый высокий в Польше научный титул — обычного профессора.
Автор трудов «У истоков романтизма и новейшей общественной мысли на Украине» (на польском, 1978), Украинские заговорщики и мессионисты. Кирилло-Мефодиевское братство" (Варшава, 1990; Ивано-Франковск, 2004), «Поляки и украинцы: В кругу мысли и культуры пограничья: эпоха романтизма» (Варшава, 2005), «Из истории Украины: религия, культура, общественное мнение» (Варшава, 2006), многих статей.

## Награды
- Кавалерский крест ордена Возрождения Польши (2003).
- Орден князя Ярослава Мудрого V степени (19 ноября 2003 года, Украина) — за выдающийся личный вклад в развитие украиноведения, многолетнюю плодотворную научную и общественную деятельность[2].
- Орден «За заслуги» II степени (17 января 2008 года, Украина) — за весомый личный вклад в популяризацию исторических и современных достижений Украины в мире, формирование её позитивного международного имиджа и по случаю Дня Соборности Украины[3].
- Орден «За заслуги» III степени (19 августа 1997 года, Украина) — за многолетнюю плодотворную деятельность в области украинистики, личный вклад в развитие добрососедских отношений между народами Украины и Республики Польша[4].
- Крест «За заслуги перед Церковью и Папой» (2001, Ватикан).
- Медаль «За заслуги перед Варшавским Университетом» (2007).